# Раздольный (Астраханская область)
Раздо́льный — хутор в Черноярском районе Астраханской области, входит в состав Каменноярского сельсовета.

## География
Хутор расположен в северной части Астраханской области, на правом берегу реки Волги, рядом с селом Каменный Яр. Уличная сеть не развита. Абсолютная высота составляет 3 метра выше уровня моря.
Климат
умеренный, резко континентальный, характеризуется высокими температурами летом и низкими — зимой, малым количеством осадков, а также большими годовыми и летними суточными амплитудами температуры воздуха.

## Население
| 2002 | 2010 | 2014 | 2015 |
| ---- | ---- | ---- | ---- |
| 14   | ↘12  | →12  | →12  |

Национальный и гендерный состав
По данным Всероссийской переписи в 2010 году, численность населения составляла 12 человек (7 мужчин и 5 женщин, 58,3 и 41,7 %% соответственно).
Согласно результатам переписи 2002 года, в национальной структуре населения русские составляли 53 %, даргинцы 47 % от общей численности населения в 15 жителей.

## Инфраструктура
Нет данных